# Chiesa di San Paolo Apostolo (Terrazzo)
La chiesa di San Paolo Apostolo è la parrocchiale di Terrazzo, in provincia e diocesi di Verona; fa parte del vicariato di Legnago.

## Storia
La prima citazione di una chiesa a Terrazzo, attestata come ecclesiam Turracii cum decims, risale al 1145 ed è contenuta nella bolla di papa Eugenio III, la Piae postulatio voluntatis.
Tale chiesetta fu eretta a parrocchiale nel 1460. 

Nel 1613 venne edificata la nuova chiesa, come testimoniato dall'iscrizione recitante le parole "D.O.M. DIVOQ. PAULO APOST. COMM. TERRATII PUBLICIS PECUNIS AC PIORUM ELEM. COLATIS EREXIT ANNO MDCXIII".
La consacrazione fu impartita il 25 novembre 1753 e nel 1946 l'interno venne decorato dagli affreschi eseguiti dal pittore Francesco Miolato.
Nel 1988 fu avviato un intervento di ristrutturazione che interessò la torre campanaria e il tetto; tale lavoro venne ultimato nel 1997.

## Descrizione

### Esterno
La facciata della chiesa, che volge a occidente, è a capanna, e tripartita da quattro paraste dotate di capitelli d'ordine tuscanico, sopra le quali s'impostano la trabeazione e il timpano triangolare, ai cui lati vi sono due pinnacoli; al centro si apre il portale d'ingresso timpanato, sovrastato da un riquadro in cui è dipinto un affresco, mentre nelle parti laterali vi sono due finestre rettangolari. 

### Interno
L'interno dell'edificio è costituito da un'unica navata, coperta dal soffitto ligneo a cassettoni, impreziosito da alcuni dipinti a tempera, sulla quale si affacciano quattro cappelle dove sono collocati gli altari minori dell'Addolorata, del Crocifisso, dell'Immacolata Concezione e del Sacro Cuore di Gesù; al termine dell'aula si sviluppa il presbiterio, sopraelevato di due scalini, caratterizzato da sei dipinti raffiguranti scene della vista di San Paolo e dalla volta a crociera i cui costoloni sono abbelliti da motivi floreali.

La pavimentazione della navata è composta da lastre di marmo rosso di Verona e di marmo chiaro di Botticino, così come pure quella del presbiterio.